# 国家憲兵隊治安介入部隊
国家憲兵隊治安介入部隊（こっかけんぺいたいちあんかいにゅうぶたい、フランス語: Groupe d’Intervention de la Gendarmerie Nationale、GIGN、ジェイジェン、 pronunciation) は、フランス国家憲兵隊の特殊部隊。

## 来歴
1972年9月に西ドイツで発生したミュンヘンオリンピック事件は、隣国フランスにおいても大きな衝撃として受け止められた。またこれに先駆けて、フランス国内でも1969年にジロンド県セスタで発生した人質事件、そして1971年のビュッフェとボンタン事件といった凶悪事件が発生していた。セスタの事件は、精神錯乱に陥った父親が国家憲兵隊の突入の際に2人の子供を殺害、本人も自殺した。またビュッフェとボンタン事件でも、国家憲兵隊は国家警察の保安機動隊（CRS）と共同で介入したものの、やはり人質の殺害を阻止できなかった。
これらの教訓を踏まえて、1971年ごろから、国家憲兵隊は人質救出作戦・対テロ作戦を重視した特殊部隊の編成を検討しはじめていた。そして1973年9月にパリで発生した、パレスチナ・ゲリラによるサウジアラビア大使館占拠事件が決定打となった。この事件はパリ警視庁のコマンド対策部隊（BRI-BAC）によって解決されたものの、フランス国内で発生した初のパレスチナ・ゲリラによるテロ事件であり、対テロ作戦の必要性がよりいっそう高まることとなった。
国家憲兵隊もこれに対応して、まず同年11月3日、メゾン＝アルフォールの機動憲兵隊第2/2中隊（EGM 2/2）内に、実験的に地域圏介入コマンド部隊（Équipe Commando Régionale d’intervention、ECRI、エクリ）が編成された。そして1974年3月1日、これを増強改編して設置されたのが本部隊である。

## 編制

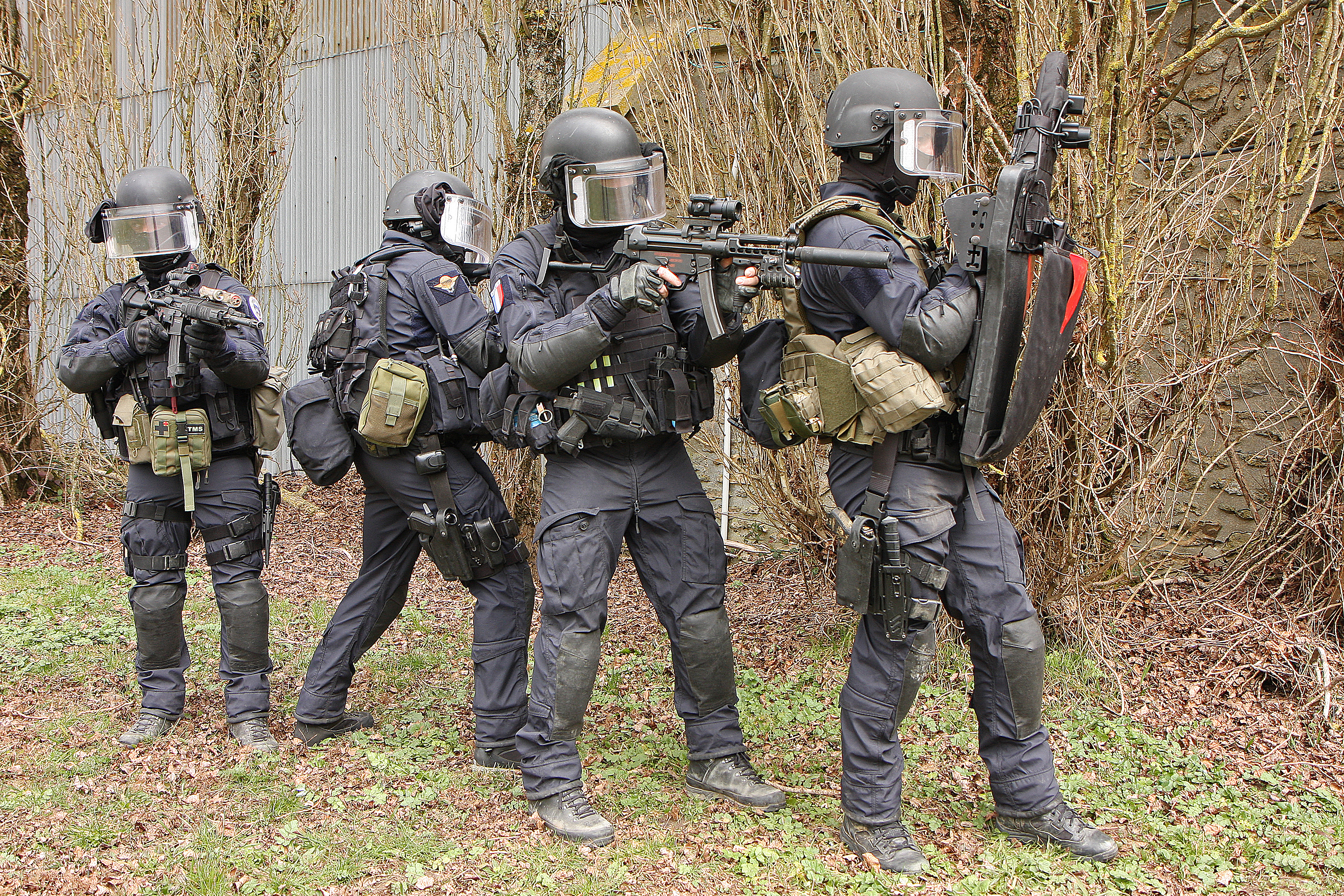
GIGNの隊員

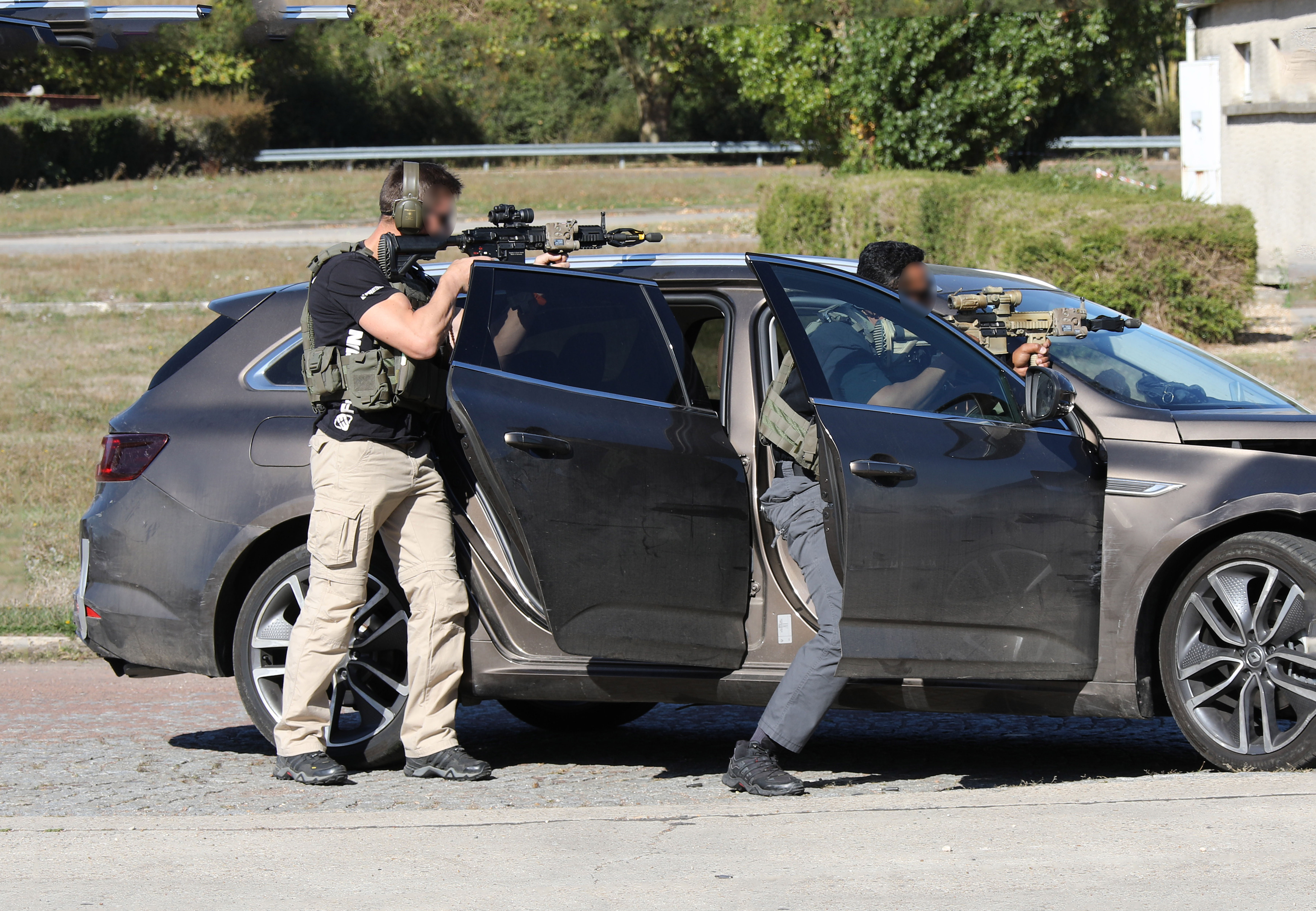
GIGNの保安警護部隊(FSP)に所属する隊員

GIGNは人質救出作戦・対テロ作戦部隊であり、国家憲兵隊の管内で生じた事案のうち、県憲兵隊や機動憲兵隊などの当該部門では対応が困難なものを取り扱う。フランスの警察制度では都市圏は国家警察が管轄していることから、GIGNはそれ以外の地域で発生した事件に対応することになる。空港や原子力施設の警備も国家憲兵隊の管轄であることから、ハイジャックや核テロリズムへの対処も任務となる。また、国家警察の特殊部隊の作戦が基本的にフランス本土と海外県の一部に限定されるのに対し、国家憲兵隊はその他の海外領土や国外でも活動することから、これらの地域での作戦もGIGNの担当となる。
1974年の編成当初は、ECRIを発展させてメゾン＝アルフォールで編成されたGIGN 1と、機動憲兵隊第9/11空挺中隊を母体としてモン＝ド＝マルサンに編成されたGIGN 4の2個隊にわかれていたが、1976年、メゾン＝アルフォールにおいて1個隊に統合され、1982年にはヴェルサイユに移駐した。1984年に空挺介入中隊（EPIGN）が設置されると、これとGIGNを統合指揮する上部機関として特殊安全対策群（GSIGN）が設置されたものの、2007年にEPIGNがGIGNに統合されるのに伴って解体され、国家憲兵総局（DGGN）の直率下に戻った。
当初は、1隊あたり20人で構成された介入部隊4個隊で構成されており、中央指揮グループの軍用犬・狙撃手・偵察チームの支援を受けていた。その後、1991年に交渉班が追加され、2人の交渉人が各介入部隊に配属された。2000年代に入ると、上記のEPIGNの統合なども含めて体制が拡充され、下記のような編制となった。
- 作戦参謀部（EMOPS）
- 管理支援部（EMAS）
- 介入部隊（FI） - 従来のGIGNであり、主力部隊を構成している。4個隊が編成されており、2個隊は空挺、2個隊は戦闘潜水の訓練を受けている。週ごとに当番隊が指定されており、1個隊は30分待機、更に1個隊が2時間待機の即応体制を維持している。人員81人。
- 監視捜査部隊（FOR） - 従来のEPIGNの捜索小隊を基幹としており、人員33人。
- 保安警護部隊（FSP） - 従来のEPIGNの保安警護小隊を基幹としており、人員34人。
- GSPR分遣隊 - 国家警察と国家憲兵の共同の部隊である要人警護部（GSPR）の隷下に配属される分遣隊。人員29人。
- 作戦支援部隊（FAO） - CBRNEなどの特殊技術の研究および作戦支援にあたる。人員30人。
- 訓練部隊 - 人員41人。

### 人材
隊員は全員が志願制で、国家憲兵隊で5年以上の勤務実績があり、かつ勤務実績が優等であった者のみが対象となる。選抜課程は極めて過酷であり、このように厳格な条件をクリアした隊員ですら、合格率は平均7パーセント程度に留まっている。選抜課程を通過した隊員は、10か月の訓練課程を経て部隊に配属される。
GIGNは射撃術に力を入れていることで知られており、射撃訓練課程は他国からの受講生も多い。GIGN隊員は1日300発もの銃弾を費やして射撃訓練を行い、スキルを保っている。全員が狙撃訓練を受け、高い精密射撃能力を備えることから、専任の狙撃手が指定されていないのも特徴である。またほとんどの隊員が山岳行動や戦闘潜水の資格も取得している。

### 装備
GIGNは国家憲兵隊の最精鋭部隊として、標準的な装備品以外にも、多彩な装備を備えている。特にシンボル的な装備とされているのが、マニューリン MR 73回転式拳銃である。この銃は、国家警察では主力制式拳銃として広く用いられていたものの、装弾数の少なさから、国家憲兵隊での採用はごく一部に留まっていた。しかし、GIGNではその射撃精度が評価され、狙撃銃では威力過剰となる近距離での狙撃のために、銃身を延長して二脚を装着した専用モデルも装備している。自動拳銃としてはグロック17を装備する。
短機関銃はH&K MP5のほか、FN P90やH&K MP7を装備している。また、自動小銃は、国家憲兵隊で標準的なFA-MASのほか、H&K G36CやH&K HK416、SIG MCX（5.56×45mm弾仕様および.300BLK弾仕様）、CZ BREN2（7.62×39mm弾仕様）も装備しており、H&K AG36 グレネードランチャーの装着も可能である。狙撃銃としてはアークティックウォーフェア、機関銃はMINIMIを装備している。

## 活動史
GIGNは創設当初から頻繁に活動しており、1974年から1985年までに650回以上出動し、500人以上の人質を救出、1,000人以上の犯罪者・テロリストを拘束した。一方、この期間に、5人の隊員が訓練中に殉職している。上記の通り、国家憲兵隊が国家警察よりも広い地域を管轄していることもあり、GIGNの出動回数は、国家警察の同種部隊である特別介入部隊（RAID）の3倍に及ぶとされている。
またフランス軍の一部として、軍事的な作戦を実施する場合や海外での作戦行動に備えて、第1海兵歩兵落下傘連隊や第2外人落下傘連隊との連携も重視されている。

### 参加したとされる主な任務・作戦
- 1976年 ジブチ共和国バスハイジャック事件
- 1978年 クレーボー刑務所事件
- 1992年 コモロ紛争
- 1994年 エールフランス8969便ハイジャック事件
- 2001年 アフガニスタン紛争（不朽の自由作戦）
- 2015年 ダマルタン＝アン＝ゴエルでの印刷工場籠城事件